# Гросс, Джордан
Джордан Гросс (англ. Jordan Gross; род. 5 сентября 1995, Мейпл-Гров, Хеннепин, Миннесота, США) — американский хоккеист, выступающий на позиции защитника за челябинский «Трактор».

## Спортивная карьера

### Юниорский уровень
С 2010 по 2012 Гросс играл в школьный хоккей в Миннесоте за среднюю школу Maple Grove, а затем продолжил карьеру в хоккейной лиге США за команду Грин-бей. Не будучи задрафтованным, Гросс посвятил себя студенческому хоккею в Университете Нотр-Дам, начав в сезоне 2014/15 в качестве первокурсника. В сезоне 2015/2016 попал во вторую команду всех звезд NCAA (Hockey East), а в сезоне 2017/2018 стал чемпионом NCAA (конференция Big Ten) и попал в первую команду всех звезд NCAA (конференция Big Ten). За четыре сезона в лиге набрал в общей сумме 121 очко в 149 матчах. 

### Профессиональный уровень
12 апреля 2018 года подписал контракт с клубом «Аризона Койотис» как свободный агент. Сезон 2018/2019 провел в фарм-клубе «Тусон Роудраннерс», набрав за 61 матч 25 очков. В сезоне 2019/2020 дебютировал в НХЛ. В том сезоне Гросс принял участие в двух матчах и отдал одну результативную передачу, после чего был командирован в фарм-клуб, где за 56 матчей набрал 27 очков. В сезоне 2020/2021 провел за «Аризона Койотис» семь матчей, в которых в общей сумме отдал три результативные передачи.
31 июля 2021 года подписал контракт с клубом «Колорадо Эвеланш», за который отыграл один сезон, выступая почти все время в фарм-клубе «Колорадо Иглз». За главную команду Гроссу удалось сыграть лишь один раз. В той игре он не отличился результативными действиями. Однако в АХЛ игрок проявил себя как хороший атакующий защитник. За 61 матч игрок смог поразить ворота соперников десять раз и отдать 55 результативных передач, тем самым набрав 65 очков за регулярный чемпионат. В плей-офф же хоккеист за девять матчей набрал десять очков. Благодаря такой результативности хоккеист получил награду Эдди Шор Эворд, а также попал в первую команду всех звезд АХЛ.
14 июля 2022 года подписал контракт с клубом «Нэшвилл Предаторз», за который играл два сезона. Именно за клуб из города Нашвилл Гросс провел больше всего матчей в НХЛ. В в сезоне 202/2023 хоккеисту удалось принять участие в 15 встречах, в которых Гросс отдал три результативные передачи (коэффициент полезности «-3»). Все остальное время играл за фарм-клуб «Милуоки Эдмиралс», за который в двух сезонах в общей сумме за 95 матчей регулярного чемпионата набрал 60 очков.
Суммарно в НХЛ Гросс провёл 25 матчей, в которых набрал семь (3+4) очков.
5 июля 2024 года стало известно, что хоккеист подписал контакт с минским «Динамо», который рассчитан на один сезон. В сезоне-2024/25 сыграл в 77 матчах и отметился 42 (7+35) бомбардирскими баллами. Среди защитников «Динамо» Гросс стал лучшим по статистике. По окончании сезона хоккеист получил предложение от челябинского «Трактора», где искали замену завершившего карьеру Стивену Кэмпферу. 